# Pinokkió (animációs film, 2022)
A Pinokkió (eredeti cím: Guillermo del Toro’s Pinocchio) 2022-ben bemutatott animációs film Guillermo del Toro és Mark Gustafson rendezésében. A film 2023-ban elnyerte a legjobb egész estés animációs filmnek járó Oscar-, Golden Globe- és BAFTA-díjakat.

## Cselekmény
Az első világháború idején, Olaszországban Geppetto, az özvegy  asztalosmester egy bombázás során elveszíti fiát, Carlót. Húsz évvel később Gepetto még mindig fiát gyászolja, egy éjszaka pedig részeg keserűségében úgy dönt, a Carlo sírján növekvő fenyőfából farag új gyermeket a helyére. Miután befejezi a meglehetősen torzra sikeredett bábút, az öregember elalszik. Nem sejti azonban, hogy egy szellem, aki tanúja volt a kesergésének, megszánja: életre kelti a fabábút, akit Pinokkió névre keresztel. Továbbá megbízza a fenyő odvában berendezkedett tücsköt, Tücsök T. Sebestyént, hogy terelgesse Pinokkiót, mint a lelkiismerete. Cserébe megígéri, hogy teljesíti a tücsök egy kívánságát. 
Másnap reggel felébredve Gepetto eleinte megretten a házban szertelenkedő teremtménytől. Végül hajlandó megtűrni maga mellett, de elutasítja Pinokkió állítását, miszerint ő a fia lenne. Határozott kérése ellenére Pinokkió követi őt a templomba és megbotránkoztatja a város lakóit. Gepetto elhatározza, hogy iskolába íratja a fabábút, hogy beilleszkedhessen a társadalomba. Miközben azonban az iskola felé tart, Pinokkió találkozik a Róka gróf névre hallgató cirkuszigazgatóval és majmával, Ebugattával. Róka gróf rá akarja beszélni Pinokkiót, hogy csatlakozzon a társulatához, a helyszínre érkező Gepetto azonban ezt nem engedi. A felnőttek közti összetűzés következtében Pinokkiót elgázolja egy autó. A fabábú a túlvilágon találja magát, ahol a Halál tudatja vele, hogy varázslatos természeténél fogva - kivágott fából faragott lényként eleve nem kellene életben lennie - Pinokkió halhatatlan. Egy homokórányi ideig kell a Halállal maradnia, aki azonban figyelmezteti, hogy minden egyes alkalommal a homokóra nagyobb lesz.
Az életbe visszatérve Pinokkió hazamegy Gepettóhoz. Hamarosan azonban meglátogatják őket az egyre inkább elharapódzó fasiszta eszme képviselői, élükön a polgármesterrel, akik arra buzdítják Gepettót, küldje a fabábút katonai kiképzésre, hogy a rendbontó elemből hamisítatlan olasz hazafit faragjanak. Nem beszélve arról, hogy a halhatatlan fabábú tökéletes katona lehetne. Gepetto azonban ezt sem tartja jó ötletnek. 
Mivel úgy érzi, terhére válik Gepettónak, Pinokkió visszaszökik Rókához és elszegődik a cirkuszába. Tervei szerint a keresetét hazaküldi édesapjának, aki így büszke lehet rá. Pinokkió a cirkusz sztárja lesz és beutazza az országot. Azonban a féltékeny Ebugatta felfedi előtte, hogy Róka gróf egy fillért sem küld Gepettónak a haszonból. Pinokkió ezért a bántalmazott majommal együtt szabotálja az előadást, amit Róka gróf az általa körülrajongott Benito Mussolininek akar bemutatni. A nevetségessé tett Mussolini elpusztíttatja a cirkuszt és lelöveti Pinokkiót.
Időközben a Pinokkió keresésére indult Gepettót és Sebestyén tücsköt elnyeli egy tengeri szörnyeteg.
Az új életre kelő Pinokkió a fasiszta kiképzőtáborban találja magát, ahol összebarátkozik a kiképzést vezető polgármester fiával, Gyertyabéllel, aki mindenáron ki akarja vívni, hogy apja büszke legyen rá. Egy gyakorlat során a besorozott fiúknak meg kell szerezniük egy zászlót. Pinokkió és Gyertyabél közösen fejezik be a feladatot, ám a polgármester azt követeli a fiától, hogy az lője le Pinokkiót, mint riválist. Gyertyabél erre nem hajlandó és kiáll a polgármesterrel szemben. Ekkor azonban a tábort bombatámadás éri, aminek következtében a polgármester meghal, Pinokkió pedig a tengerbe zuhan.
Magához térve Róka gróf fogságában találja magát, aki el akarja égetni őt az őt ért sérelmek miatt. Ebugatta azonban megmenti őt, szembeszállva kegyetlen gazdájával. A fabábú és a majom a tengerbe zuhannak, ahol elnyeli őket a tengeri szörnyeteg. A szörny gyombárban találkoznak Gepettóval és Sebestyén tücsökkel. Pinokkió, kihasználva különleges tulajdonságát, miszerint orra megnő, ha hazudik, egy sor valótlanságot állít, így orra eléri a szörnyeteg légzőnyílását, így ki tudnak mászni azon.
A vízben a tengeri szörny üldözőbe veszi őket, ám Pinokkió felrobbantja az egyik tengeri aknát, elpusztítva a fenevadat. Ennek következtében azonban újra a túlvilágon köt ki, ahonnan gyorsan vissza akar térni az életbe, hogy megmentse Gepettót és barátait a vízbefúlástól. Ehhez azonban össze kell törnie a mostanra nagyméretű homokórát, tudva, hogy ennek ára a halhatatlanság elvesztése. Pinokkió megmenti Geppettót, azonban feláldozza érte saját életét. 
Sebestyén tücsök arra kéri a helyszínre érkező szellemet, hogy támassza fel Pinokkiót, felhasználva a neki ígért kívánságot. Így hát Pinokkió boldogan él családjával és barátaival. Szerettei az évek során megöregszenek és meghalnak: a fabábú eltemeti Gepettót és Ebugattát, Sebestyén tücsköt pedig a szívében őrzi tovább.
A túlvilágon, miközben a Halál révészeiként funkcionáló fekete nyulakkal kártyázik, Sebestyén tücsök elmondja, hogy Pinokkió ezt követően elindult a nagyvilágba, amely bizonyára befogadta őt. Végül Sebestyén elmereng, hogy vajon Pinokkió meghal-e majd végül. Arra a következtetésre jut, hogy bizonyára így lesz, és éppen ez az, ami végül igazi fiúvá teszi őt: hiszen egy ember életének egyik legfontosabb sajátossága, hogy egyszer véget ér.

## Szereplők
| Szereplő            | Eredeti hang     | Magyar hang      |
| ------------------- | ---------------- | ---------------- |
| Pinokkió            | Gregory Mann     | Vida Bálint      |
| Geppetto            | David Bradley    | Mikó István      |
| Tücsök T. Sebestyén | Ewan McGregor    | Hevér Gábor      |
| Polgármester        | Ron Perlman      | Törköly Levente  |
| Doktor              | John Turturro    | Kapácsy Miklós   |
| Gyertyabél          | Finn Wolfhard    | Kretz Boldizsár  |
| Róka gróf           | Christoph Waltz  | Csankó Zoltán    |
| Ebugatta            | Cate Blanchett   |                  |
| Carlo               | Gregory Mann     | Tóth Csanád      |
| Fatündér / Halál    | Tilda Swinton    | Kiss Eszter      |
| Pap                 | Burn Gorman      | Vida Péter       |
| Fekete Nyúl         | Tim Blake Nelson | Bognár Tamás     |
| Fekete Nyúl         | Tim Blake Nelson | Welker Gábor     |
| Hajóskapitány       | Tom Kenny        | Borbiczki Ferenc |
| Benito Mussolini    | Tom Kenny        | Elek Ferenc      |